# Hexostoma auxisi
Hexostoma auxisi är en plattmaskart. Hexostoma auxisi ingår i släktet Hexostoma och familjen Hexostomatidae. Inga underarter finns listade i Catalogue of Life.